# Michail Albov
Michail Nilovitj Albov (ryska: Михаил Нилович Альбов), född 1851 i Sankt Petersburg, död 1911 där, var en rysk romanförfattare.
Albov skildrade i Dostojevskijs anda förfallna typer ur huvudstadslivet, med en omständlighet, som ofta erinrar om Zolas teknik, till exempel i Albovs första roman Avräkning (1879). Tillsammans med Kazimir Barantsevitj författade han romanen Babels torn (1886).